# Kerlaz
Kerlaz település Franciaországban, Finistère megyében. Lakosainak száma 798 fő (2022. január 1.). Kerlaz Locronan, Douarnenez, Le Juch, Plogonnec és Plonévez-Porzay községekkel határos.

## Népesség
A település népességének változása:
| Lakosok száma | 567  | 614  | 729  | 801  | 830  | 830  | 799  | 782  | 784  | 798  |
|               | 1968 | 1982 | 1990 | 2006 | 2013 | 2015 | 2017 | 2019 | 2020 | 2022 |